# Metacolus fasciatus
Metacolus fasciatus är en stekelart som beskrevs av Girault 1917. Metacolus fasciatus ingår i släktet Metacolus och familjen puppglanssteklar. Inga underarter finns listade i Catalogue of Life.